# 24ナイツ
『24ナイツ』(英語: 24 Nights)は、エリック・クラプトンが1991年に発表したライブ・アルバム。1990年から1991年にかけて、ロイヤル・アルバート・ホールで行われたライブの音源をまとめたもの。

## 解説
タイトル『24ナイツ』とは、1991年2月から3月にかけて、ロイヤル・アルバート・ホールで24回公演を行ったことにちなむ。ただし本作は、1990年1月から2月にかけての、同会場での音源も収録。
本作の内容を大別すると、ディスク1前半は小編成バンド、ディスク1後半はブルース・ミュージシャンをゲストに加えた演奏、ディスク2前半は9人編成バンド、ディスク2後半はナショナル・フィルハーモニック管弦楽団が参加した演奏。こうした内容から、当初は『Four Faces Of Eric Clapton』という仮タイトルがついていた。なお、この時期のロイヤル・アルバート・ホールでのブルース・セッションには、アルバート・コリンズもゲスト参加したが、本作にはアルバート参加の音源は未収録。

## 収録曲

### ディスク1
1. バッジ - Badge (Eric Clapton, George Harrison)
2. ランニング・オン・フェイス - Running On Faith (Jerry Lynn Williams)
3. ホワイト・ルーム - White Room (Jack Bruce, Pete Brown)
4. サンシャイン・オブ・ユア・ラヴ - Sunshine Of Your Love (J. Bruce, P. Brown, E. Clapton)
5. ウォッチ・ユアセルフ - Watch Yourself (Buddy Guy)
6. ハヴ・ユー・エヴァー・ラヴド・ア・ウーマン - Have You Ever Loved A Woman (Billy Myles)
7. ウォリード・ライフ・ブルース - Worried Life Blues (Maceo Merriweather)
8. フードゥー・マン - Hoodoo Man (Junior Wells)

### ディスク2
1. プリテンディング - Pretending (J. L. Williams)
2. バッド・ラヴ - Bad Love (E. Clapton, Mick Jones)
3. オールド・ラヴ - Old Love (E. Clapton, Robert Cray)
4. ワンダフル・トゥナイト - Wonderful Tonight (E. Clapton)
5. ベル・ボトム・ブルース - Bell Bottom Blues (E. Clapton)
6. ハード・タイムス - Hard Times (Ray Charles)
7. エッジ・オブ・ダークネス - Edge Of Darkness (E. Clapton, Michael Kamen)

## レコーディング・メンバー
エリック・クラプトン（ボーカル、ギター）以外の参加者を記載。

### ディスク1
- Track 1.- 4.
  - グレッグ・フィリンゲインズ - キーボード、ボーカル
  - ネイザン・イースト - ベース、ボーカル
  - スティーヴ・フェローン - ドラムス
  - フィル・コリンズ - タンブリン（「Sunshine Of Your Love」のみ）
- Track 5.-7.
  - バディ・ガイ - ギター
  - ロバート・クレイ - ギター
  - ジョニー・ジョンソン - ピアノ
  - リチャード・カズンズ - ベース
  - ジェイミー・オルディカー - ドラムス
- Track 8.
  - ジミー・ヴォーン - ギター
  - ジョニー・ジョンソン - ピアノ
  - チャック・リーヴェル - キーボード
  - ジェリー・ポートノイ - ハーモニカ
  - ジョーイ・スパンピナート - ベース
  - ジェイミー・オルディカー - ドラムス

### ディスク2
- Track 1.- 4.
  - フィル・パーマー - ギター
  - グレッグ・フィリンゲインズ - キーボード、ボーカル
  - チャック・リーヴェル - キーボード
  - ネイザン・イースト - ベース、ボーカル
  - スティーヴ・フェローン - ドラムス
  - レイ・クーパー - パーカッション
  - ケイティ・キスーン - バッキング・ボーカル
  - テッサ・ナイルズ - バッキング・ボーカル
- Track 5. - 7.
  - ナショナル・フィルハーモニック管弦楽団（指揮：マイケル・ケイメン）
  - フィル・パーマー - ギター
  - グレッグ・フィリンゲインズ - キーボード、ボーカル
  - アラン・クラーク - キーボード
  - エド・シェーマー - キーボード
  - チャック・リーヴェル - キーボード（「Edge Of Darkness」のみ）
  - ネイザン・イースト - ベース、ボーカル
  - スティーヴ・フェローン - ドラムス
  - レイ・クーパー - パーカッション
  - ケイティ・キスーン - バッキング・ボーカル
  - テッサ・ナイルズ - バッキング・ボーカル